# Ліван (фільм)
«Ліван» — кінофільм режисера Самуеля Маоза, що вийшов на екрани в 2009 році.

## Зміст
Червень, 1982 року. Перша ліванська війна. Ізраїльський танк під управлінням чотирьох молодих солдатів покликаний забезпечити вогневе прикриття нечисленного десантного штурмового загону. У їх завдання входить зачистка ворожого міста, по якому раніше був нанесений авіаудар. Але проста, на перший погляд, місія дуже скоро перетворюється на справжнє пекло. Прямо на очах фактично замурованих в броньованій машині танкістів один за одним гинуть їхні товариші. Давно втративши контроль над ситуацією і підкоряючись лише інстинкту самозбереження, хлопці відчайдушно намагаються не втратити себе, опинившись у самому пеклі жахливої і незрозумілої бійні.

## Ролі
| Актор           | Роль |
| --------------- | ---- |
| Йоав Донат      | -    |
| Ітай Тиран      | -    |
| Ошрі Коен       | -    |
| Майкл Мошонов   | -    |
| Зохар Штраусс   | -    |
| Дуду Тасса      | -    |
| Ашраф Бархом    | -    |
| Фарес Хананом   | -    |
| Реймонд Амсалем | -    |
| Біан Антір      | -    |

## Знімальна група
- Режисер — Самуель Маоз
- Сценарист — Самуель Маоз
- Продюсер — Анат Бікель, Леон Едері, Моше Едері
- Композитор — Ніколас Бекер, Бенуа Дельбек